# Union pour la démocratie française

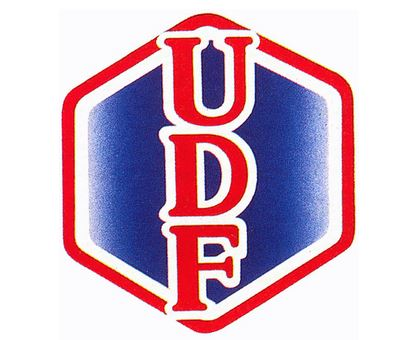
Logo der UDF von 1978 bis 1991

Die Union pour la Démocratie Française (UDF, deutsch Union für die französische Demokratie) war von 1978 bis 1998 ein Parteienbündnis, anschließend bis 2007 eine politische Partei in Frankreich. Sie vereinte christlich-demokratische, liberale und zentristische Wurzeln und besetzte die Mitte beziehungsweise die rechte Mitte der französischen Parteienlandschaft. Zudem vertrat sie ausgesprochen pro-europäische Positionen.
Die UDF wurde 1978 vom damaligen liberalen Staatspräsidenten Valéry Giscard d’Estaing gegründet. Trotz zunächst großer Wahlerfolge – 1978 bei den Parlamentswahlen 23,9 Prozent – gelang es ihm allerdings nicht, dauerhaft eine Kraft der Mitte zu etablieren, auf der sich die Macht eines Staatspräsidenten hätte gründen können. Giscard arbeitete daher auch mit den konservativen Gaullisten der RPR zusammen, mit der die UDF oft Wahlabsprachen traf und mehrfach Regierungskoalitionen einging. Die Mitgliedsparteien blieben weiterhin bestehen, es war aber auch möglich, direkt Mitglied der UDF werden.
1998 wurde die Partei erneuert unter der Bezeichnung Nouvelle UDF, nachdem die Liberalkonservativen sie verlassen hatten. 2002 verlor die UDF einen Teil ihrer Mitglieder an Jacques Chiracs Mitte-rechts-Sammelpartei UMP. Der letzte Vorsitzende der UDF, François Bayrou, gründete im Mai 2007 eine neue Partei, das Mouvement démocrate (MoDem). Einige Vertreter des rechten Parteiflügels, die die Präsidentschaft des Konservativen Nicolas Sarkozy unterstützen, bildeten daraufhin die Partei Nouveau Centre. Andere Parlamentarier, insbesondere Senatoren, blieben parteilos.
Im Europäischen Parlament gehörte die UDF von 1991 bis 2004 der Europäischen Volkspartei (EVP) an. Dann beteiligte sich die UDF an der Gründung der Europäischen Demokratischen Partei (EDP), beziehungsweise der Fraktion Allianz der Liberalen und Demokraten für Europa (ALDE).

## Gründung 1978

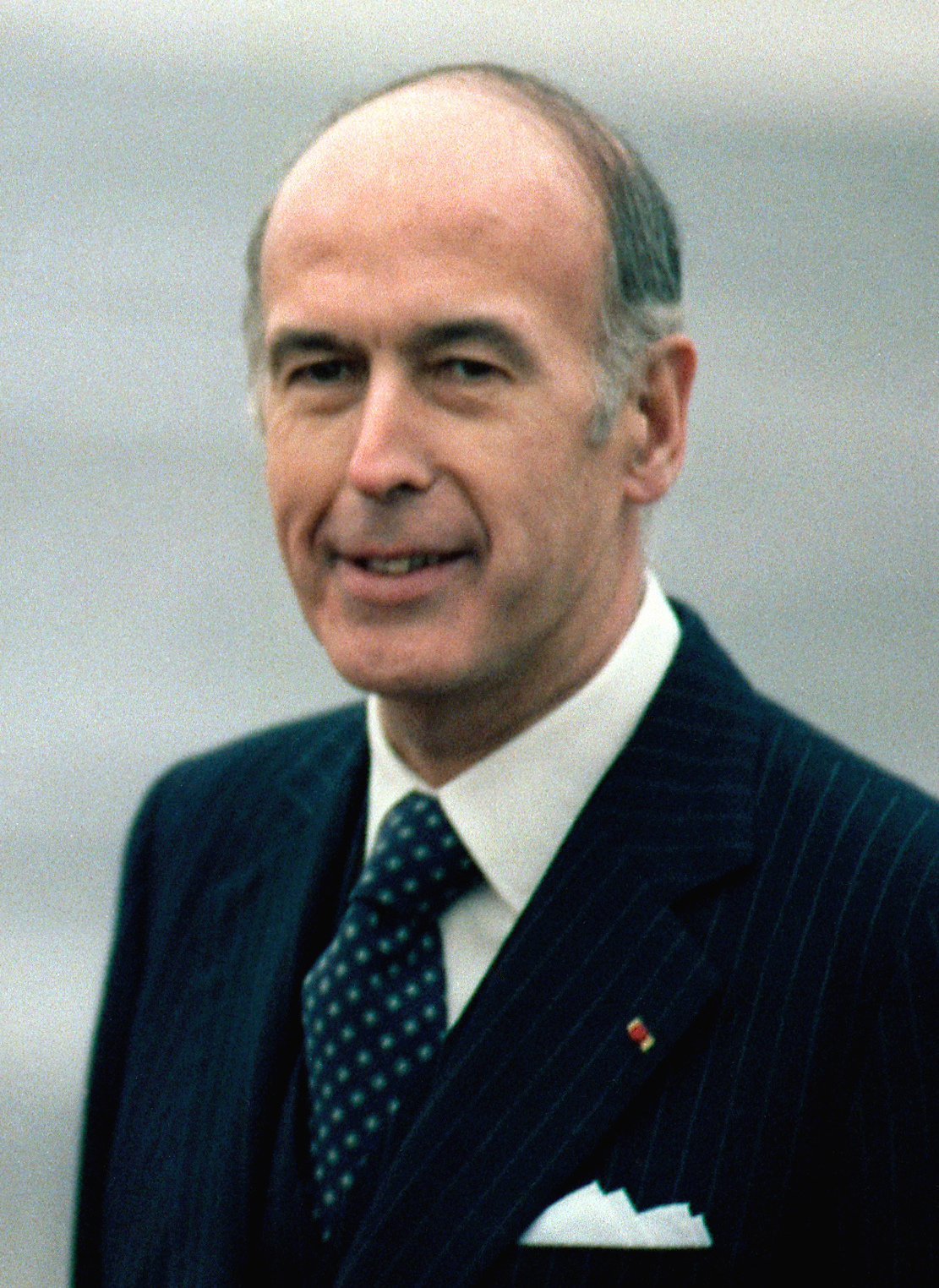
Valéry Giscard d’Estaing, französischer Staatspräsident 1974 bis 1981, Gründer der UDF

In der Fünften Französischen Republik (seit 1958, bis heute) war der Gaullismus die entscheidende politische Kraft, die rechte, nationalkonservative Sammelbewegung von Charles de Gaulle. Nach de Gaulle war sein Premierminister Georges Pompidou neuer Staatspräsident geworden. Er starb im Amt 1974. Zum Nachfolger wurde der liberale Finanzminister Valéry Giscard d’Estaing gewählt, der im ersten Wahlgang erfolgreicher als der gaullistische Kandidat war.
Zwischen den Gaullisten einerseits und den Sozialisten andererseits gab es im Zentrum des Parteienspektrums eine Vielzahl an Parteien. Sie gehörten im weitesten Sinne dem Liberalismus oder einer christlich-demokratischen Strömung an. Die Parteien des Zentrums konnten de facto nur einen linken oder einen rechten Präsidentschaftskandidaten unterstützen, und auch bei den Parlamentswahlen hing, des Mehrheitswahlsystems wegen, der eigene Wahlerfolg von einer Zusammenarbeit mit links oder rechts ab.
Die Christdemokraten vereinten sich unter anderem im Centre des démocrates sociaux 1976, die rechten Liberalen im Parti républicain 1977. Allerdings wurden beide Formationen nicht so stark, wie die Initiatoren das erhofft hatten. Vor den Parlamentswahlen 1978 konnte keine nichtgaullistische Gruppe es mit den Gaullisten aufnehmen. So gründete man am 1. Februar 1978 ein neues Bündnis unter Einschluss des linksliberalen Parti républicain, radical et radical-socialiste: die Union pour la Démocratie Française. Der Name verweist auf Giscards 1976 veröffentlichte Programmschrift Démocratie Française („Französische Demokratie“).
Bald darauf kamen die Mouvement démocrate socialiste de France (eine antikommunistische Abspaltung von der Parti socialiste) sowie die Clubs perspectives et réalités hinzu. Letztere waren keine Partei im eigentlichen Sinne, sondern Zirkel von Unternehmern und Selbstständigen, die Giscards Politik unterstützten. Daneben traten ihr weitere Personen als Mitglieder bei, ohne zuvor einer der genannten Parteien angehört zu haben (Adhérents directs de l’UDF, UDF-AD).
| Partei                                                  | Geschichte und Ausrichtung | späterer Weg | Bekannte Personen |
| ------------------------------------------------------- | --- | --- | --- |
| Parti républicain (PR)                                  | Liberal-konservativ, aus den Républicains indépendants (1966) entstanden. | seit 1997 Démocratie libérale, seit 2002 in der UMP; 1998 Abspaltung des PRIL, der in der Nouvelle UDF aufging                    | Giscard d’Estaing, André Bettencourt, Michel Poniatowski, Jean-Claude Gaudin, François Léotard, Jean-Pierre Raffarin |
| Centre des démocrates sociaux (CDS)                     | Christdemokratisch-zentristisch, aus der Tradition der nach Kriegsende mächtigen „Volksrepublikaner“ des Mouvement républicain populaire; 1966 Centre démocrate (CD); 1969 unterstützte ein Drittel der Abgeordneten die gaullistische Regierung und gründete das Centre Démocratie et Progrès (CDP); 1976 CDS als Fusion von CD und CDP | ab 1995 Force démocrate, 1998 in Nouvelle UDF aufgegangen, seit 2007 MoDem oder NC                                                | Jean Lecanuet, Pierre Pflimlin, Jacques Barrot, Nicole Fontaine, François Bayrou                                     |
| Parti radical (Rad)                                     | Bürgerlich, linksliberal, vor 1958 eine der wichtigsten Parteien, seitdem Kleinpartei. 1972 Abspaltung der linksliberalen Parti radical de gauche, seitdem Bezeichnung oftmals Parti radical valoisien; seitdem eher in den rechten Mitte                                                                                                | von 2002 bis 2011 Teil der UMP, danach der UDI                                                                                    | Françoise Giroud, Michel Durafour, Jean-Jacques Servan-Schreiber, Jean-Louis Borloo                                  |
| Mouvement démocrate socialiste de France (MDSF)         | Sozialdemokratisch, 1973 gegründet als antikommunistische Abspaltung von den Sozialisten, 1982 umbenannt in Parti Social-Démocrate (PSD) | ab 1995 Force démocrate, 1998 in Nouvelle UDF aufgegangen, seit 2007 überwiegend NC bzw. UDI                                      | Max Lejeune, André Santini, Émile Muller                                                                             |
| Fédération Nationale des Clubs Perspectives et Réalités | Zuerst 1965 in Paris, dann bei einer Frankreich-Rundreise Giscards 1966 gegründete Clubs von Unternehmern und Freiberuflern, eng mit den Liberal-Konservativen verbunden | ab 1995 Parti populaire pour la démocratie française; von 2002 bis 2010 als Convention démocrate Teil der UMP, ab 2012 in der UDI | Jean-Pierre Fourcade, Alain Lamassoure, Hervé de Charette                                                            |

## Entwicklung bis 1995
Bei den Wahlen im März 1978, also kurz nach Gründung, machte das Parteienbündnis eine außergewöhnlich gute Figur: Mit 21,45 Prozent im ersten Wahlgang blieb es nur knapp hinter den Gaullisten mit 22,62 Prozent. Auch in späteren Wahlen lagen die Zentristen meist nur wenig hinter den Gaullisten zurück. Dennoch waren die Gaullisten weiterhin die dominierende Kraft auf der Rechten und in Frankreich überhaupt, während die Zentristen nur in Zusammenarbeit mit ihnen bei Parlamentswahlen bestehen konnten. Auch in der Regierung arbeiteten beide Gruppen meist zusammen. Insofern änderte die Gründung der UDF wenig.
Innerhalb der UDF blieben die christdemokratische, „republikanische“ (d. h. konservativ-liberale) und „radikale“ (d. h. sozialliberale) Strömung bestehen. Das Bewahren der alten Strukturen half bei der Bindung von Wählern vor Ort. Es war dem Politikwissenschaftler Alexis Massart zufolge nie Priorität für die UDF, ein einheitliches Parteiprogramm zu erstellen; doch sorgte das gemeinsame Antreten bei Wahlen dafür, dass die ideologischen Gemeinsamkeiten betont wurden. Republikaner und Christdemokraten näherten sich auf der Basis einer Art von sozial angehauchtem Liberalismus an, verbunden mit großer Europafreundlichkeit.
1981 war Giscard nicht wiedergewählt worden, auch, weil die Gaullisten ihn nur halbherzig unterstützt hatten. Der neue Präsident, der Sozialist François Mitterrand, arbeitete zunächst mit den Kommunisten zusammen, versuchte aber spätestens bei seiner Wiederwahl 1988, ein breiteres Wählerpotential anzusprechen. Der Kandidat der UDF bei dieser Wahl war Raymond Barre, der mit 16,5 % bereits im ersten Wahlgang scheiterte. Während sich das CDS entschieden für den eigenen Kandidaten einsetzte, unterstützte die Parti républicain ihn nur halbherzig und machte deutlich, dass sie Jacques Chirac vom RPR als ebenso gut wählbar ansah.
Da die Linke nach der anschließenden Parlamentswahl 1988 nur eine knappe Mehrheit hatte, bemühte sich Mitterrands gemäßigt-sozialistischer Premierminister Michel Rocard um eine ouverture, d. h. eine Öffnung für bürgerliche Kräfte, und nahm dazu Mitglieder der UDF in seine Regierung auf. Dazu gehörten etwa Michel Durafour (Rad) als Staatsminister für Verwaltungsreform und Jean-Pierre Soisson (PR) als Arbeitsminister. Die Führung der UDF lehnte die ouverture jedoch ab und drohte mit Parteiausschluss. Die Minister Soisson und Durafour verließen daraufhin die UDF und gründeten das Mouvement des réformateurs, das jedoch bei Wahlen bedeutungslos blieb. Die Christdemokraten des CDS sahen die Chance, sich unabhängiger aufzustellen und nicht an der rechten Opposition teilzunehmen. Sie blieben zwar in der UDF, bildeten aber als Union de Centre (bis 1993) eine eigene Fraktion und arbeiteten mit der Regierung Rocard zusammen. Wegen der dauerhaften Verbindung mit der UDF, die Wahlallianzen mit den Gaullisten einging, gelang es aber nicht, das Image einer eigenständigen Christdemokratie zu verfestigen. Umso schwieriger wurde dies wegen der wachsenden Zahl an Wahlen, da Frankreich durch Dezentralisierung mehr Verwaltungsebenen erhielt. Für die Mandatsträger, die auf das rechte Wahlbündnis angewiesen waren, war ein eigenständiger Kurs gefährlich.
Auch bei der Europawahl 1989 kam es zu Differenzen: Offiziell trat die UDF mit einer gemeinsamen Liste mit dem RPR unter Führung Giscard d’Estaings an. Da das RPR jedoch eine eher bremsende Position hinsichtlich der europäischen Integration einnahm, stellten die europäisch-föderalistisch eingestellten Christdemokraten zusammen mit der ehemaligen Präsidentin des Europaparlaments Simone Veil (einer parteilosen Liberalen) eine eigene Liste namens Le Centre pour l’Europe auf. Diese kam auf 8,4 % der Stimmen, während die gemeinsame UDF-RPR-Liste auf 28,9 % abstürzte. Anschließend saßen die meisten „offiziellen“ UDF-Europaparlamentarier sowie Simone Veil in der liberalen Fraktion, die Europaabgeordneten aus dem CDS hingegen in der christdemokratischen EVP-Fraktion. Giscard d’Estaing bemühte sich, diese beiden Fraktionen zu einer Fusion zu bewegen. Als dies scheiterte, wechselte er Ende 1991 mit drei anderen liberalen UDF-Delegierten in die EVP-Fraktion. Nach der Europawahl 1994 saßen alle Europaabgeordneten der UDF (mit Ausnahme eines Vertreters der Parti radical) in der EVP-Fraktion. Diese wurde dadurch deutlich gestärkt und entwickelte sich von einer rein christdemokratischen zu einer liberal-konservativen Gruppierung, während die europäischen Liberalen folglich keine Mitgliedspartei aus Frankreich mehr hatten.
Nach dem Erdrutschsieg des Mitte-rechts-Lagers bei der Parlamentswahl 1993 war die UDF wieder geeint und mit zahlreichen Ministern im Cohabitations-Kabinett Balladur vertreten (u. a. Simone Veil für Soziales, Pierre Méhaignerie (CDS) für Justiz, François Léotard (PR) für Verteidigung, François Bayrou (CDS) für Bildung). Mit 207 der 577 Sitze in der Nationalversammlung war die UDF auf dem Höhepunkt ihrer Stärke. Zur Europawahl 1994 trat die – wieder vereinte – UDF erneut gemeinsam mit der RPR an. Diese kamen dennoch gemeinsam nur auf 25,6 %. Dies hing mit dem Auftreten der nationalkonservativen, EU-skeptischen Liste Majorité pour l'Autre Europe unter Führung des ehemaligen UDF-Mitglieds Philippe de Villiers zusammen. Diese kam auf 12,3 %, aus ihr ging später das Mouvement pour la France (MPF) hervor.
1995 war das Wahlbündnis von RPR und UDF durch die Kandidatur von Édouard Balladur belastet. Dieser gaullistische Ministerpräsident trat mit Hilfe der UDF bei den Präsidentschaftskandidaten an, während die Gaullisten mit Jacques Chirac ins Rennen gingen. Vor allem bedeutete der Verzicht auf einen Kandidaten aus der UDF selbst ein Versäumnis, sich bei einer Präsidentenwahl zu positionieren, was wegen der großen Bedeutung von Präsidentenwahlen hieß, sich als untergeordnete Kraft darzustellen. Zudem verweigerten einzelne UDF-Politiker, darunter der Vorsitzende Giscard d’Estaing, Balladur die Unterstützung und sprachen sich stattdessen für Chirac aus.

## Übergang zur Neuen UDF 1995–1998
Die Jahre 1995 bis 1998 brachten einen erheblichen Wandel in der Zusammensetzung und Struktur der UDF. Die Wiederwahl François Léotards als Vorsitzender der Parti républicain bedeutete einen Rechtsruck des liberalkonservativen Bestandteils und eine Niederlage der „Giscard-Getreuen“ (giscardiens). Diese verließen daraufhin die PR. Die „giscardistischen“ Clubs Perspectives et Réalités wandelten sich im Juli 1995 in eine eigene Partei im Rahmen der UDF um: die Parti populaire pour la démocratie française (PPDF), der z. B. Hervé de Charette und Jean-Pierre Raffarin beitraten. Andere giscardiens (z. B. Charles Millon) und auch Giscard d’Estaing selbst verließen die PR ebenfalls, wurden aber adhérents directs (unmittelbare Mitglieder) der UDF. Im November 1995 fusionierte das christdemokratische CDS mit der kleinen sozialdemokratischen PSD. Das Ergebnis nannte sich Force démocrate und wurde von François Bayrou geführt, dessen Ziel es war, die UDF von einem losen Parteienbündnis in eine einheitliche Partei umzuwandeln. Die Republikanische und die Radikale Partei lehnten dies jedoch ab.
Im Juni 1997 benannte sich die Parti républicain unter Führung Alain Madelins in Démocratie libérale (DL) um, wandte sich wieder einem traditionellen, rechten Liberalismus zu. Zum Streitpunkt zwischen der DL und den zentristischen Komponenten wurden die Regionalwahlen im März 1998. Einige UDF-Kandidaten ließen sich in Regionen, in denen die bürgerlichen Parteien keine eigene Mehrheit hatten, auch mit den Stimmen der rechtsextremen Front National zu Regionalpräsidenten wählen (darunter Charles Millon in Rhône-Alpes und Jean-Pierre Soisson in Burgund). Die DL akzeptierte dies, die Force démocrate unter Bayrou lehnte hingegen jede Zusammenarbeit mit der Front National kategorisch ab und drängte auf einen Ausschluss der betreffenden Regionalpräsidenten aus der UDF. Wegen dieser Spannungen verließ die DL im Mai 1998 das Parteienbündnis. Eine Minderheit der Mitglieder der DL, die in der UDF verbleiben wollte (z. B. François Léotard, Gérard Longuet) gründete daraufhin den Pôle républicain indépendant et libéral (PRIL), der vierter Bestandteil der UDF wurde. Bald danach versank die DL in der politischen Bedeutungslosigkeit.
Nach dem Ausscheiden der DL war die zentristische Force démocrate größter Bestandteil der UDF und Bayrou wurde im September 1998 zum neuen Vorsitzenden der Union gewählt. Er nutzte die Gelegenheit und ließ auf dem Parteitag im November desselben Jahres die Umwandlung der UDF vom Parteienbündnis zur einheitlichen Partei beschließen. In dieser Nouvelle UDF gingen die christdemokratisch dominierte Force démocrate, der PRIL, die PPDF und die UDF-adhérents directs auf. Lediglich die traditionsreiche Parti radical behielt ihre Eigenständigkeit und blieb assoziierte Partei der UDF. Das alte UDF-Bündnis von Liberalen und Christdemokraten war stark genug gewesen, um im rechten Subsystem den Gaullismus auszubalancieren, die neue UDF hingegen war als zweitklassige Formation gegenüber dem Führungsanspruch des RPR weitaus verwundbarer.

## Umformierung der rechten Mitte und die UMP 2002
Bald äußerte François Bayrou seine Absicht, sich politisch vom RPR zu distanzieren, und stellte eine eigene Liste der UDF für die Europawahl 1999 auf, in Konkurrenz zu der von RPR-DL. Allerdings schürte diese Strategie Widerstand innerhalb der eigenen Partei und nicht wenige Abgeordnete der UDF entschieden sich dafür bei den Präsidentschaftswahlen 2002 eher Jacques Chiracs Kandidatur zu stützen, als die von François Bayrou. Trotz eines relativen Erfolges mit dem viertbesten Ergebnis und 7 % der Wählerstimmen war es François Bayrou nicht mehr möglich, sich der Gründung der UMP auf Initiative von Jacques Chirac und Alain Juppé zu widersetzen. In der gleich am Folgetag des ersten Wahlganges vom 21. April 2002 gegründeten UMP (damals Union pour la majorité présidentielle / „Union für eine Mehrheit des Präsidenten“), die darauf abzielte, sämtliche Mitte-rechts-Parteien zu vereinen. Die Parti radical valoisien wechselte daraufhin geschlossen von der UDF zur assoziierten Partei der UMP.
Ein wesentlicher Teil der Abgeordneten des UDF verließ die Partei, um sich der UMP anzuschließen. Auch der Gründer der UDF, Giscard d’Estaing, ging diesen Weg; außerdem z. B. die EU-Parlamentspräsidentin Nicole Fontaine, die Bürgermeister von Straßburg und Toulouse, Fabienne Keller und Philippe Douste-Blazy, sowie der spätere EU-Kommissar Jacques Barrot. Dennoch gelang es der UDF bei den Wahlen zur Nationalversammlung im selben Jahr, mit 29 Abgeordneten den Fraktionsstatus zu bewahren. Dieses Forum ermöglichte es der Bewegung, unterschiedliche Ansichten geltend zu machen und bei mehreren Anlässen in Opposition zur Regierung von Jean-Pierre Raffarin zu treten.
Auf diese Weise gelang es der Partei, als einige schon ihre Auflösung voraussahen, bis zu einem gewissen Grad wieder an Einfluss und Gewicht bei den Wahlen zu gewinnen, wie der erste Wahlgang der Regionalwahlen 2004 und die Europawahl 2004 (12 %) im Juni desselben Jahres bestätigen sollten. Dieser Erfolg basierte nach allgemeiner Einschätzung auf Alternativen, welche die Partei bürgerlich-konservativen Wählern, die mit der Politik der Regierung nicht zufrieden waren, insbesondere in sozialen Fragen bot, daneben aber auch auf ihrem Engagement im Bereich der Europapolitik, womit sie Wähler auch außerhalb ihrer traditionellen Einflusssphäre erreichte.
Anlässlich der Europawahl 2004 verließ die UDF das christdemokratische Parteienbündnis Europäische Volkspartei, dem sie einen zu hohen Grad an Skepsis in europäischen Kernfragen vorwarf, um ein neues, stärker mittig orientiertes und entschieden pro-europäisches Bündnis zu gründen – die Europäische Demokratische Partei. Diese ging mit den Liberalen im Europäischen Parlament eine Allianz der Liberalen und Demokraten für Europa ein.
Am 8. Juni 2005 nach der Rede Dominique de Villepins vor der Nationalversammlung über die Pläne zur generellen Ausrichtung der Politik seiner Regierung, lehnte es die Fraktion der UDF erstmals seit 2002 ab, beim Vertrauensvotum für die neue Regierung zu stimmen. Um ihrer Neupositionierung als unabhängige Kraft der Mitte auch symbolisch Ausdruck zu verleihen, änderte die Partei 2005 ihr Logo und ihre Parteifarbe: Hatte sie sich bislang mit Blautönen als Vertreterin des Mitte-rechts-Lagers ausgewiesen, wurde der öffentliche Auftritt fortan von der Farbe Orange dominiert.

## Auflösung der Partei

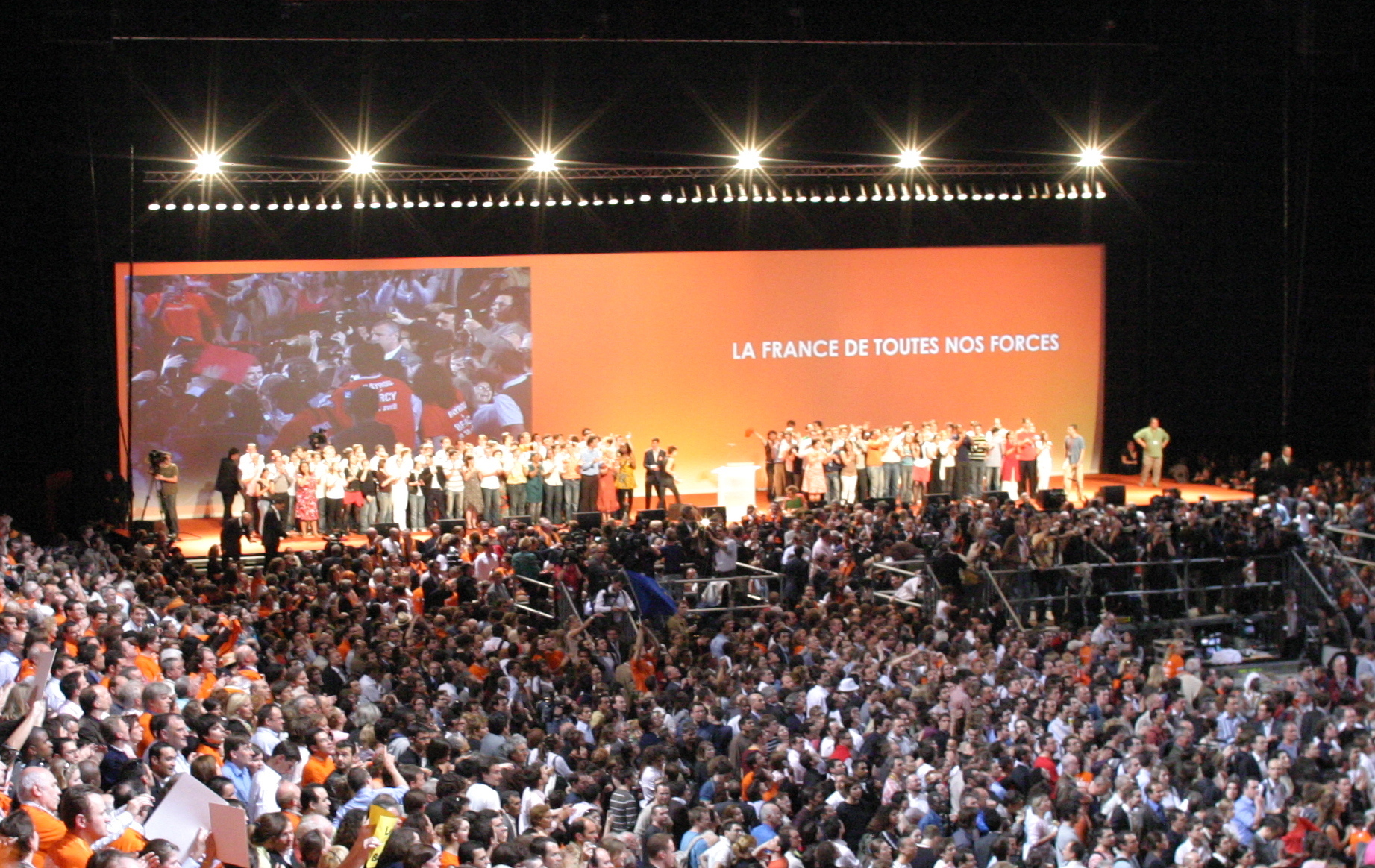
UDF-Wahlkampfveranstaltung in Bercy, April 2007

Bei der Präsidentschaftswahl im April 2007 kam Bayrou mit 18,6 % der Stimmen auf den dritten Platz – das beste Ergebnis für einen UDF-Kandidaten seit der Ära Giscard d’Estaings, vor allem bei jungen Wählern schnitt er stark ab. Während die UDF bislang stets im zweiten Wahlgang eine Empfehlung für den verbliebenen Kandidaten des Mitte-rechts-Lagers abgegeben hatte, weigerte sich Bayrou nun, dies zu tun. Er erklärte sogar ausdrücklich, dass er selbst nicht für Nicolas Sarkozy von der konservativen UMP stimmen würde. Mehrere UDF-Abgeordnete, darunter die Vorstandsmitglieder André Santini, Hervé Morin und Franoçis Sauvadet riefen dennoch zur Unterstützung Sarkozys auf, der die Wahl auch gewann.

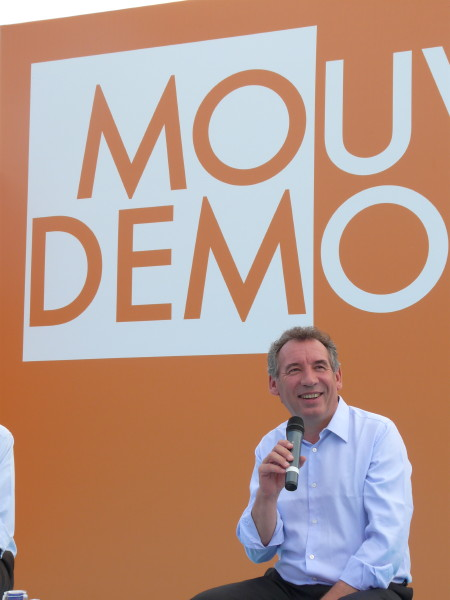
François Bayrou, 2008

Im Vorfeld der Parlamentswahl im Juni 2007 kam es dann zur Spaltung der UDF. Bayrou wollte die Wahl unter der neuen Bezeichnung Mouvement démocrate (MoDem; „Demokratische Bewegung“) und ohne jegliche Absprachen mit dem linken oder rechten Lager bestreiten. Die Mehrheit der Parteimitglieder folgte dieser zentristischen Linie. Die Mehrheit der Abgeordneten (18 von 29), die ihre Parlamentssitze in der Regel Absprachen mit den Konservativen verdankten, fanden diese Strategie aber zu riskant. Sie gründeten das Nouveau Centre („Neues Zentrum“; anfangs auch Parti Social Libéral Européen genannt) unter Führung Hervé Morins, das die Wahl als Teil der Majorité presidentielle (Präsidentenmehrheit) im Bündnis mit Sarkozys UMP bestritt. Diese Strategie erwies sich als weitaus erfolgreicher: Das Nouveau Centre gewann 22 Sitze – genug für eine eigene Fraktion – und war anschließend mit mehreren Ministern in der Regierung vertreten. Das unabhängig angetretene MoDem erhielt zwar 7,6 Prozent der Stimmen, was sich aber aufgrund des Mehrheitswahlrechts nur in drei Sitzen niederschlug.
Einige Senatoren, um Jean Arthuis, schlossen sich nach der Spaltung weder dem Mouvement démocrate noch dem Nouveau Centre an. Sie blieben parteilos und beriefen sich weiter auf die UDF. Die gemeinsame Fraktion im Senat wurde behalten, und Arthuis versuchte (erfolglos), mit seinem Bündnis Rassembler les Centristes – Alliance Centriste beide Parteien in einer wiederbelebten UDF zu vereinen.
Im Herbst 2009 fügte das Nouveau Centre seinem Namen den Zusatz L’UDF d’aujourd’hui („die UDF von heute“) hinzu. Zugleich wählte die Alliance Centriste die Parole L’UDF de demain (Die UDF von morgen) als Motto. Ende 2009 erklärte der Mitbegründer der UDF und ehemalige Außenminister Hervé de Charette, der 2002 mit seiner liberalkonservativen Gruppe Convention démocrate zur UMP gewechselt war, dass er nach dem „Rechtsruck“ der UMP diese Partei verlasse und zum Nouveau Centre wechsele. Da er persönlich den Namen Union pour la Démocratie Française vor mehreren Jahren hatte patentieren lassen, und da diese Patente vom MoDem bisher nie bestritten worden waren, versicherte er jetzt, diesen Namen zu besitzen, und erlaubte dem Nouveau Centre, das Kürzel UDF für sich zu beanspruchen. Im Komitee der Association UDF (UDF-Verein), das aus Mitgliedern des Parteivorstandes der UDF am Tag ihrer Auflösung besteht, und das für das Erbe der Partei kommissarisch verantwortlich ist, sind aber nur MoDem-, Alliance Centriste- und parteilose Mandatare vertreten. Dieses Komitee kritisierte das Vorhaben des NC vehement und drohte, jeden Versuch einer Verwendung des Kürzels UDF durch diese anzufechten. Dagegen stimmte der Gründer der UDF, Altpräsident Giscard d’Estaing, einer Verwendung von „UDF“ durch das Nouveau Centre zu.
Schließlich verbanden sich Nouveau Centre, Alliance Centriste, Parti Radical und Convention démocrate im Herbst 2012 zur Union des démocrates et indépendants (UDI). Diese wurde von Journalisten als eine Reinkarnation der UDF bezeichnet, weil sie ähnliche politische Strömungen vereinigt und eine vergleichbare Position im politischen Spektrum einnimmt. Das Mouvement démocrate schloss sich der UDI nicht an, ging aber für die Europawahl 2014 und weitere folgende Wahlen ein Wahlbündnis mit ihr ein, womit die Auseinandersetzungen um das „Erbe“ der UDF beendet zu sein scheinen.
Auch das im Vorfeld der Wahlen im Jahr 2022 gebildete Bündnis Ensemble citoyens der Unterstützer des Präsidenten Emmanuel Macron wurde als „eine Art Abkömmling“ der 1978 gebildeten UDF Giscard d’Estaings bezeichnet.

## Innerparteiliche Struktur (Stand: 2007, vor der Auflösung der Partei)
Vorsitzender:
- François Bayrou – Abgeordneter und Mitglied im Rat des Départements Pyrénées-Atlantiques

Stellvertretende Bevollmächtigte:
- Hervé Morin – Vorsitzender der UDF-Fraktion in der Nationalversammlung.
- Michel Mercier – Vorsitzender der Parteigruppierung des UDF im Senat
- Marielle de Sarnez – Vorsitzende der Fraktion des UDF im Europäischen Parlament
- Jacqueline Gourault – Vorsitzende der Gruppierung der Träger von Wahlmandaten beim UDF

Stellvertretende Vorsitzende:
- Pierre Albertini – Stellvertretender Bürgermeister von Rouen
- Jean Arthuis – Vorsitzender des Finanzausschusses im Senat, Vorsitzender des Rates des Départements Mayenne
- Bernard Bosson – Stellvertretender Bürgermeister von Annecy
- Jean-Louis Bourlanges – Europaabgeordneter
- Anne-Marie Comparini – Abgeordnete für das Département Rhône
- Gilles de Robien – Bildungsminister
- André Santini – Bürgermeister von Issy-les-Moulineaux

Pressesprecher:
François Sauvadet – Abgeordneter des Départements Côte-d’Or

## Liste der Parteitage
- Februar 1979: 1. Parteitag von Paris
- November 1982: Parteitag von Pontoise
- November 1998: Parteitag von Lille
- Dezember 2000: Parteitag von Angers
- Dezember 2001: Parteitag von Amiens
- Januar 2003: 2. Parteitag von Paris
- 21. bis 23. Januar 2005: 3. Parteitag von Paris
- 28. und 29. Januar 2006: außerordentlicher Parteitag von Lyon
- 30. November 2007: außerordentlicher Parteitag von Villepinte, bestätigte den Übergang zum Mouvement démocrate

## Vorsitzende der Partei
- 1978–1988: Jean Lecanuet
- 1988–1996: Valéry Giscard d’Estaing
- 1996–1998: François Léotard
- 1998–2007: François Bayrou

## Wahlergebnisse bei Parlamentswahlen

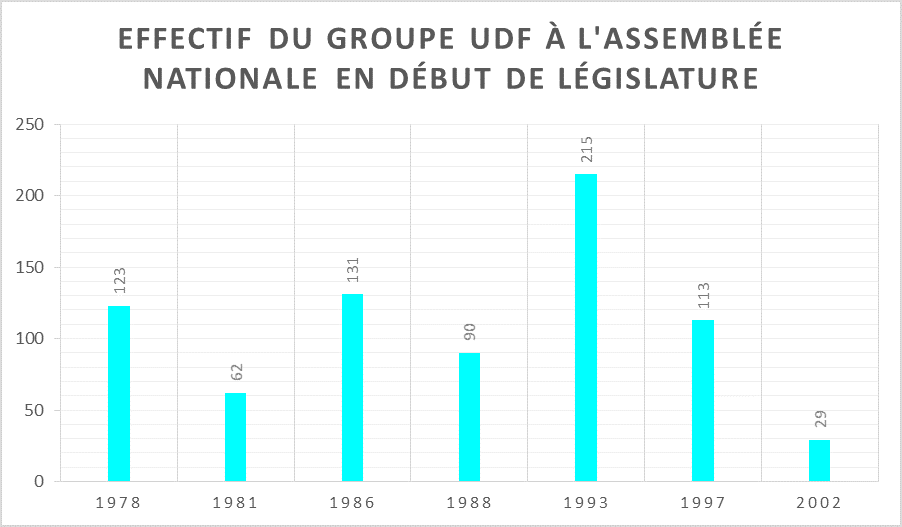
Entwicklung der Fraktionsstärke der UDF in der Nationalversammlung

- Wahlen zur Nationalversammlung 1978: 23,9 % – 112 Sitze
- Europawahl 1979: 27,6 % – 25 Sitze
- Wahlen zur Nationalversammlung 1981: 21,7 % – 53 Sitze
- Europawahl 1984: gemeinsame Liste mit RPR 43,0 % – 22 Sitze (nur UDF)
- Wahlen zur Nationalversammlung 1986: 15,5 % – 127 Sitze
- Wahlen zur Nationalversammlung 1988: 18,5 % – 129 Sitze
- Europawahl 1989: gemeinsame Liste mit RPR 28,9 % – 12 Sitze (nur UDF); Le Centre pour l’Europe 8,4 % – 7 Sitze
- Wahlen zur Nationalversammlung 1993: 19,1 % – 213 Sitze
- Europawahl 1994: gemeinsame Liste mit RPR 25,6 % – 14 Sitze (nur UDF)
- Wahlen zur Nationalversammlung 1997: 14,2 % – 108 Sitze
- Europawahl 1999: 9,3 % – 9 Sitze
- Wahlen zur Nationalversammlung 2002: 4,8 % – 29 Sitze
- Europawahl 2004: 12,0 % – 11 Sitze

## Parteijugend
Die Jeunes UDF wurde 1998 gegründet, anlässlich der Vereinigung des UDF, indem sich die Mitglieder im Alter zwischen 16 und 35 Jahren zusammenschlossen. In allen Organen der Partei vertreten, engagieren sie sich aktiv, indem sie bei parteiinternen Debatten ihre Meinung einbringen und zur Diskussion stellen. Im Gegensatz zu zahlreichen anderen politischen Jugendbewegungen, kennt die Organisation ihre eigenen Strukturen und wählt ihre Vertreter und Verantwortungsträger eigenständig:
- einen nationalen Vorsitzenden – von der Gesamtheit der Mitglieder für zwei Jahre gewählt, seit September 2004 Arnaud de Belenet;
- ein Politbüro auf nationaler Ebene – zum selben Zeitpunkt wie der Präsident zu wählen und mit der Belebung der Alltagsarbeit der Bewegung beauftragt;
- einen nationalen Rat – aus Mitgliedern zusammengesetzt, die von den Regionalgruppierungen ausgewählt werden und regelmäßig zu thematischen Versammlungen zusammentreten.

Mit ähnlichen Organisationsstrukturen gibt es auf Ebene der Départements eigenständige Gruppierungen der Parteijugend:
- den regionalen Vorsitzenden – gewählt für zwei Jahre von der Gesamtheit der Mitglieder der Regionalgruppierung;
- das regionale Politbüro – zeitgleich mit dem Vorsitzenden zu wählen und mit der Belebung der Arbeit der Regionalgruppierung beauftragt.